# غوتسوتشيميكادو
غوتسوتشيميكادو (باليابانية: 後土御門天皇) هو إمبراطور اليابان ال103، ولد في يوم 3 يوليو 1442، تولى حكم اليابان من سنة 1464 إلى سنة 1500. خلف الحكم خلفاً لوالده غوهانازونو وخلفه في الحكم ابنة غوكاشيوابارا.